# Gurnwandkopf
Der Gurnwandkopf ist ein 1691 m ü. NHN hoher Berg, er gehört zu den Chiemgauer Alpen und ist dank seiner Wetterstein-Wände ein sehr markanter Gipfel zwischen Ruhpolding und Reit im Winkl. Sein östlicher Nachbargipfel ist die 1684 Meter hohe Hörndlwand. Der Berg liegt unmittelbar an einer sehr bedeutenden Deckenstirn.

## Geographie
Der Gurnwandkopf, oft auch nur Gurnwand, bildet zusammen mit der Hörndlwand ein Ostnordost-streichendes Massiv im Südwesten der Gemeinde Ruhpolding. Zu diesem Massiv gehören auch der südlich vorgelagerte Hochkienberg, der Seehauser Kienberg und die Schlösselschneid (1416 m) weiter im Osten. Der Gurnwandkopf wird vom Hochkienberg durch das Elsental abgetrennt – ein verkarstetes Hochtal auf rund 1400 bis 1500 Meter Höhe. Natürliche Begrenzungen des Bergstocks sind im Südwesten das Tal des in den Weitsee fließenden Großen Wappbachs (Abtrennung vom 1474 Meter hohen Massiv der Hochscharten), im Westen und Nordwesten die Talniederung der Röthelmoosalm und im Norden der Sulzenmoosgraben. Auf der Südseite liegt das Dreiseengebiet mit Weitsee, Mittersee und Lödensee, zu dem hin Hochkienberg und Seehauser Kienberg steil abfallen. Im Osten erhebt sich die Hörndlwand, die vom Gurnwandkopf durch die Hörndlwandscharte abgetrennt wird. Etwa 500 Meter südlich des Gipfels befindet sich auf 1520 Meter Höhe die Hochkienbergalm.
Der Gurnwandkopf ist ein schöner Aussichtsberg mit Blick insbesondere über die Wettersteinkette Hörndlwand–Rauschberg–Hochstaufen, auf Sonntagshorn und Dürrnbachhorn, auf die Steinplatte, auf Reiter Alm und Watzmann, auf die Loferer Steinberge, auf das Kaisergebirge, auf den Geigelstein, den Hochgern und den Hochfelln.

## Zugang
Der Zugang zum Gurnwandkopf erfolgt gewöhnlich von Seehaus oder aus dem Dreiseengebiet. Von Seehaus aus wird vorrangig die Hörndlwand bestiegen – entweder über das Ostertal oder über die Hörndlalm und den Jägersteig. Beide Varianten erreichen die auf 1630 Meter gelegene Einsattelung zwischen Hörndlwand und Gurnwandkopf, dessen Latschenbestandener und flach nach Süden abfallender Gipfel von hier aus dann problemlos durch Latschengassen zu erklimmen ist. Etwas abgesetzt vom 1691 Meter hohen Hauptgipfel mit dem Kreuz (immer noch ohne Querbalken) und dem Gipfelbuch ist der Ostgipfel mit dem Obinger Kreuz. Die Anstiege aus dem Dreiseengebiet verlaufen alle über die Hochkienbergalm und erlangen nach Durchqueren relativ flachen, freien Geländes des Gipfelstocks die Einsattelung an der Hörndlwandscharte. Ausgangspunkte sind hierbei die Parkplätze am Lödensee oder am Weitsee. Eine selten benutzte West-Variante beginnt im Großen Wappbachtal am Südende der Röthelmoosalm. Nach Erreichen einer auf 1019 Meter gelegenen Quelle quert sie unterhalb der Nordwände des Westsporns in dessen Geröllfeldern mittels Serpentinen zur Hochkienbergalm und sodann weiter zum Gipfel.

## Geologie
Der Gurnwandkopf baut sich im Gipfelbereich aus ladinischem Wettersteinkalk auf, der hier die Deckenstirn der Staufen-Höllengebirgs-Decke des Tirolikums bildet und mit rund 30° in südliche Richtung einfällt. Die Deckenstirn wird am Gurnwandkopf von der Hochscharten-Hörndlwand-Schuppe repräsentiert, die weniger als 500 Meter breit und wahrscheinlich steil nach Süden rücküberschoben ist. Die Deckenaufschiebung erfolgte mittels sehr steil nach Süden einfallender Reichenhaller Schichten und hat in der auf der Nordseite des Berges anschließenden Lechtal-Decke des Bajuvarikums eine Stauchung der Strukturen bewirkt – mit zwei sehr engen und steil stehenden Muldenzügen (Hörndlalm-Mulde und Sulzgrabenkopf-Mulde) plus Internaufschiebung. Außerdem ist ein Schubspan aus Hauptdolomit zwischen Muldenzügen und Aufschiebung eingequetscht.
Die sehr stark aneinander gepressten und Nord vergenten Muldenzüge mit nahezu parallel stehenden Flanken besitzen einen Kern aus Unterkreide, gefolgt von Oberjura, Dogger, Unterjura und Hauptdolomit flankenwärts. Der Jura in den Muldenzügen ist tektonisch sehr stark reduziert – insbesondere bei Annäherung an die Wetterstein-Überfahrung. Über Hauptdolomit und weißen Oberrhätkalken folgen hier konkordant 8 bis 10 Meter mächtige, dünngebankte, dunkelgraue Kieselkalke des Lias, sodann hellgraue gefleckte Hornstein- und Mergelkalke (mit Mergellagen) mit Lias-Epsilon-Schiefer, weitere 20 Meter mächtige Hornsteinkalke mit schwarzen Mergelzwischenlagen im Liegenden und schließlich Radiolarit der Ruhpolding-Formation und Knollenflaserkalk des Malms. Anstelle der Kieselkalke können auch sehr dünnmächtige rote Spatkalke und rote Mergel im Lias auftreten. Direkt an der Aufschiebung fehlen die Radiolarite.
Mit Erreichen der Röthelmoosalm beruhigen sich die Strukturen – so liegt der Almtalboden über der Oberwössener Mulde, die recht sanft eingesattelt und auch relativ harmonisch aufgebaut ist. In ihrem Kern enthält sie die unterkretazische Schrambach-Formation.
Im Umfeld der Hochkienbergalm auf der Südseite folgt unmittelbar auf die vermutete Rücküberschiebung eine weitere Überfahrung, jedoch in nördlicher Richtung, sowie anschließend der Hochkienbergsattel, dessen Südflanke aus Wettersteinkalk recht steil zum Dreiseengebiet abtaucht. Dieser relativ flache Almbereich wird von karnischen Raibler Schichten eingenommen, die aber nach Norden einfallen und somit die Nordflanke des Hochkienbergsattels bilden. Die Raibler Schichten sind ab der Hochkienbergalm in Richtung Osten ins Ostertal an der Hörndlwand und bis in den Vorderen Zettelgraben aufgeschlossen. Im Elsental zeigen sie eine vollständige Ausbildung als Kalk-Dolomit-Folge mit drei Schieferton-Niveaus und erreichen immerhin eine Mächtigkeit von 330 Metern.
Für den gesamten, weit mehr als 700 Meter mächtigen Wettersteinkalk (davon mindestens 300 Meter aufgeschlossen) typisch ist seine Verkarstung mit einer Vielzahl von Karsthohlformen. Die Formation gestattet eine Dreigliederung in Unteren, Mittleren und Oberen Wettersteinkalk. Der nur wenige Zehnermeter mächtige Untere Wettersteinkalk ist geschichtet und enthält mehrere dunkle Dolomitlagen (Wettersteindolomit) sowie so genannte Großoolithen. Der Mittlere Wettersteinkalk ist massig-kompakt und wird bis zu 650 Meter mächtig. Der Obere Wettersteinkalk erreicht 100 Meter; es handelt sich um einen gut gebankten Kalk, wobei die einzelnen Kalkbänke 2 bis 5 Meter Mächtigkeit aufweisen und durch dünne Dolomitbänder abgetrennt werden. Die obersten beiden Meter unterhalb der Raibler Schichten bilden Rhythmite mit Kalk-Dolomit-Wechsellagerung. Strukturell tritt der Wettersteinkalk in zwei sehr unterschiedlichen Bereichen auf – einmal in der unmittelbaren Deckenstirn und sodann im Hochkienberg-Sattel, der eine gewöhnliche Sattelstruktur aufweist.

### Pleistozäne Vereisungen
Wie auch die übrigen Alpen war der Gurnwandkopf während des Pleistozäns mehrfach stark vereist. Insbesondere die Vereisungsspuren der Riß- und der Würm-Kaltzeit lassen sich nachweisen, wobei die Riß-Kaltzeit die Würm-Kaltzeit an Intensität noch übertraf. Das Dreiseengebiet wurde damals von einem Abzweig des Tiroler-Achen-Gletschers durchflossen, der am Seekopf die Wettersteinbarriere durchbrach und dann als Seetraun-Gletscher in den Ruhpoldinger Talkessel einströmte. Der Tiroler-Achen-Gletscher entsandte ferner einen Abzweig durchs Große Wappbachtal, der sich im Tal der Röthelmoosalm mit einem nördlich der Hochscharten herüberziehenden Seitenast vereinigte und sodann als Urschlauer-Achen-Gletscher ebenfalls gen Ruhpolding vorstoss. Die maximalen Ferneisstände der Riß-Kaltzeit betrugen gemäß Klaus Doben (1970) mehr als 1200 Meter über NHN., sowohl im Dreiseengebiet als auch im Großen Wappachtal. Der Gurnwandkopf trug sogar einen kleinen Lokalgletscher, der unterhalb der Wände des Westsporns nach Nordwesten zum Südende der Röthelmoosalm hin abfloss. Der Gipfel ragte damals knapp 500 Meter aus den ihn umgebenden Ferneismassen.

## Bergbauliche Aktivitäten

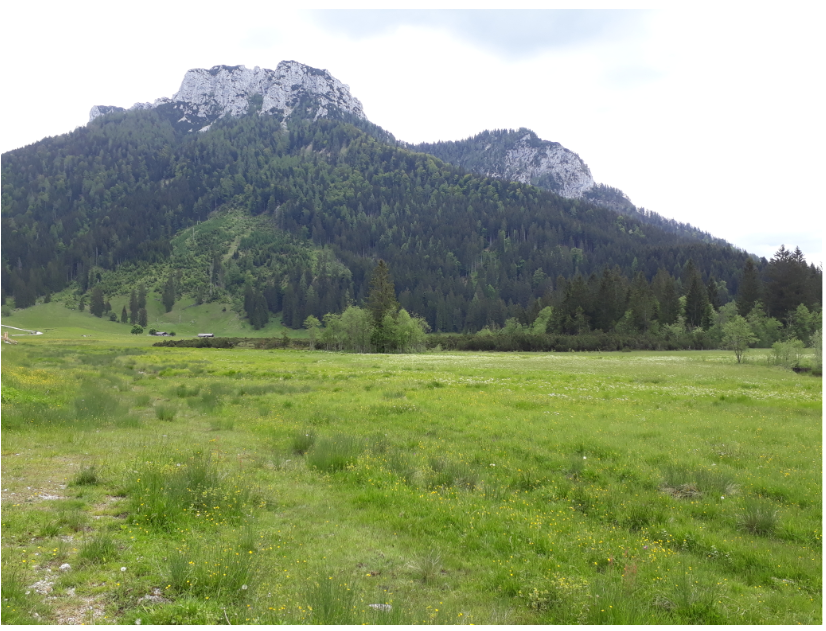
Der Gurnwandkopf von der Röthelmoosalm im Norden. Auf der Schulter links ragt gerade noch die Hörndlwand hervor, rechts der Westsporn über dem Großen Wappbachtal.

Ähnlich wie der Rauschberg oder der Hochstaufen so zeigt auch der Gurnwandkopf Vererzungsspuren im Wettersteinkalk. Westlich der Hochkienbergalm befindet sich im Oberen Wettersteinkalk ein verlassener Bergbaustollen, das so genannte Goldloch. Es wurde (nach den Angaben bei Mathias von Flurl aus dem Jahr 1792) wahrscheinlich in den ersten Jahren des 18. Jahrhunderts von Wössener Bauern zum Abbau von Bleiglanz und Zinkblende angelegt. Das stratigraphische Niveau des Stollens liegt höchstens 100 Meter unter den von der Erosion entfernten Raibler Schichten.

## Geotop
Die Hochkienbergalm unterhalb des Gurnwandkopfes wurde vom Bayerischen Landesamt für Umwelt (LfU) unter der Nummer 189R033 als 550.000 Quadratmeter großes Geotop ausgewiesen, um die vorhandene Uvala und die vielen Kleindolinen unter Schutz zu stellen. Die Uvala ist unterhalb des Gurnwandkopfs in Raibler Dolomit als eine langgestreckte abflusslose Senke ausgebildet. Sie markiert wahrscheinlich den Verlauf einer vom Ende des Ostertals herüberkommenden, Westsüdwest-streichenden Störung. An der Hochkienbergalm verschwindet außerdem ein Quellbach nach kurzer Fließstrecke im Ponor einer Doline. Die Dolinen treten sowohl in den Raibler Schichten als auch im Wettersteinkalk am Südrand des Hochplateaus auf.

## Ökologie
Der Gurnwandkopf liegt vollständig am Westrand des nahezu 100 Quadratkilometer großen und 1955 eingerichteten Naturschutzgebiets Östliche Chiemgauer Alpen (Nummer NSG-00069.01).

## Photogalerie

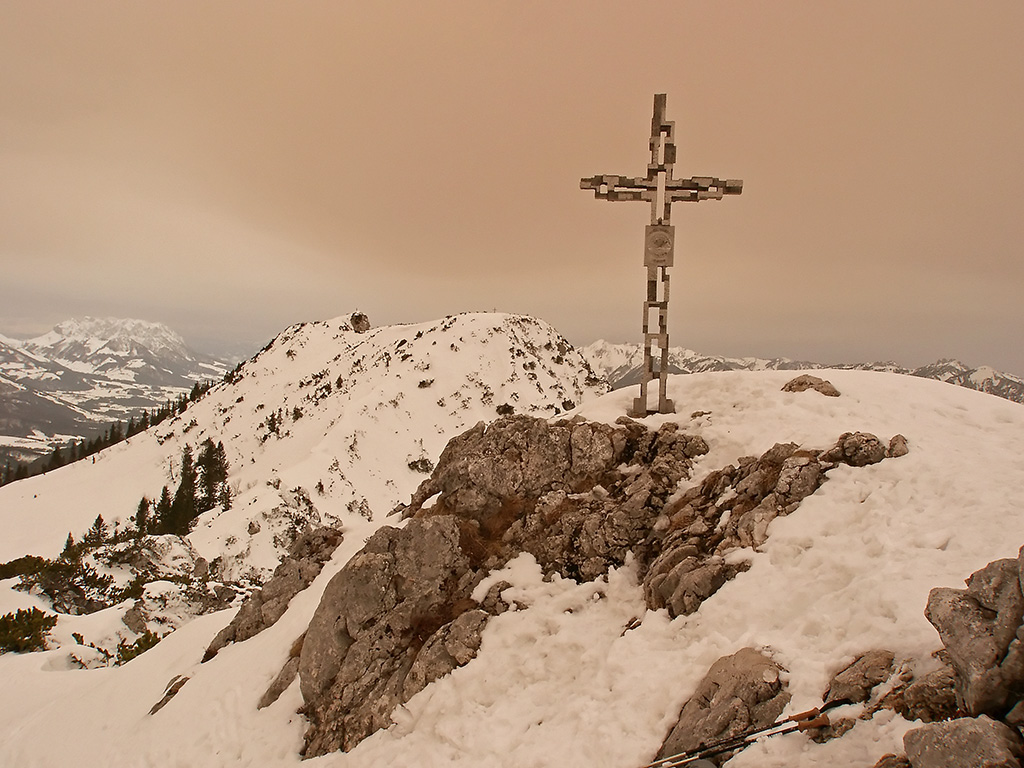
Hörndlwandgipfel mit Gurnwandkopf im Hintergrund. Seltene Föhnlage mit Saharastaub, 21. Februar 2004.
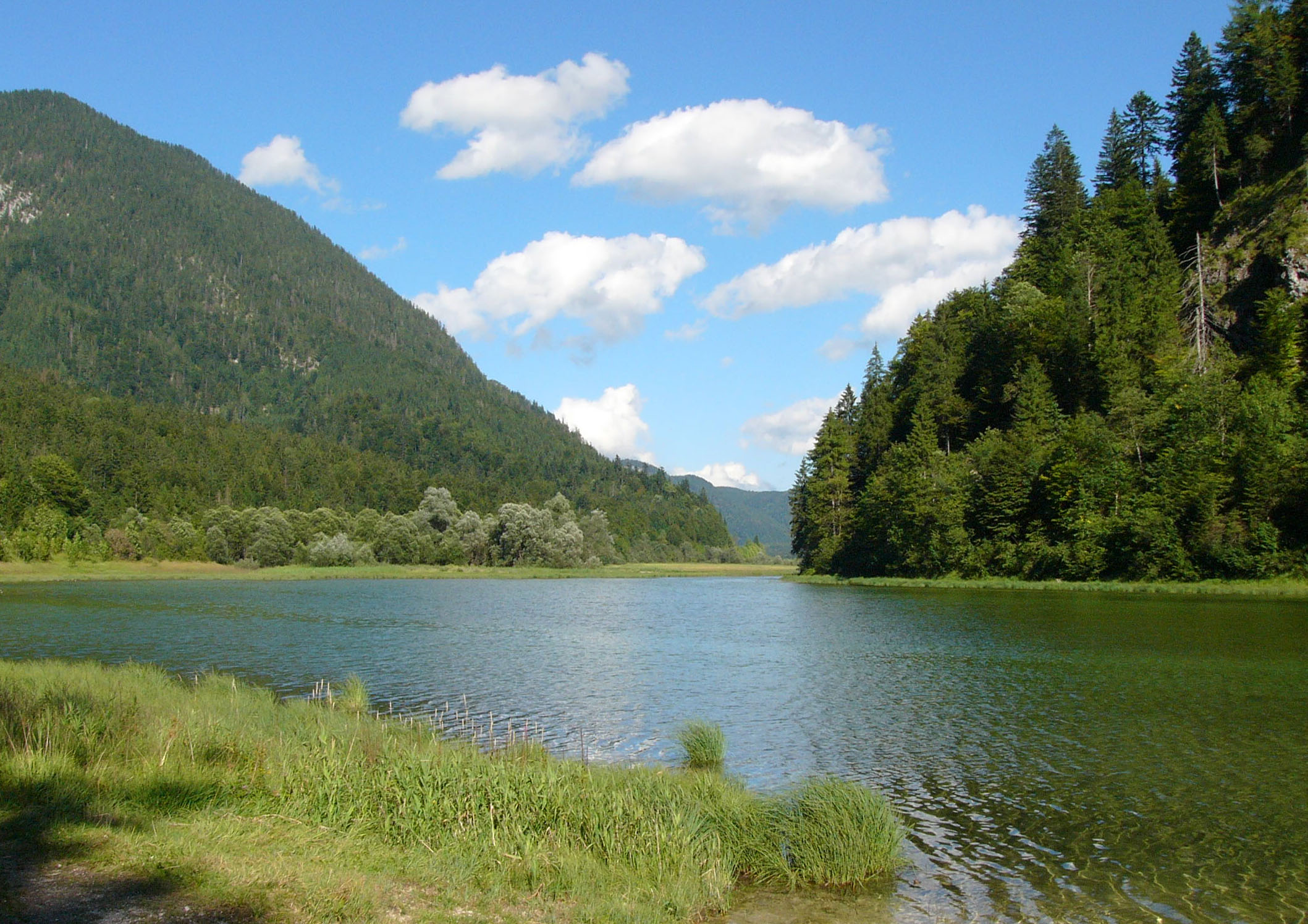
Weitsee (Obersee) mit Blick nach Nordosten zum Hochschlag, dem Südwestfuß des Gurnwandkopfs
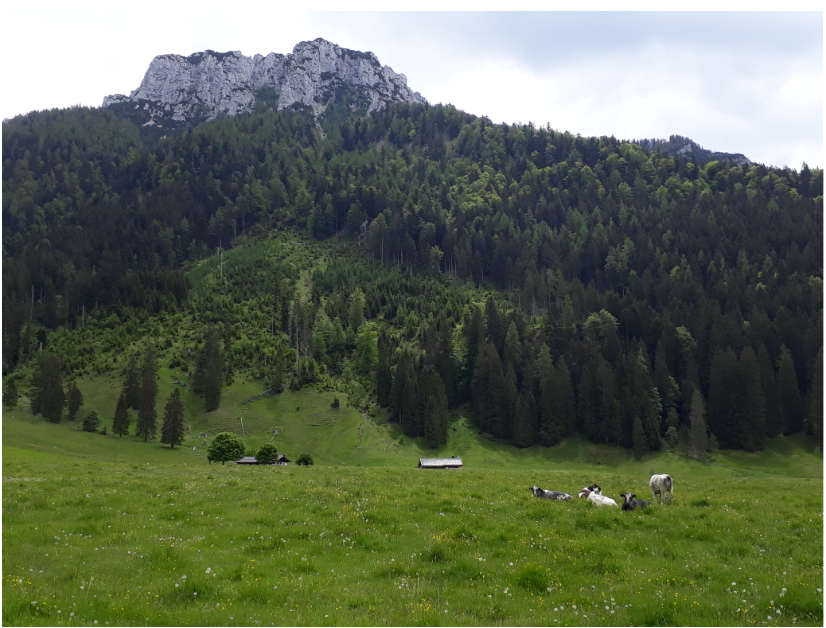
Gurnwandkopf von der Röthelmoosalm im Norden